# Shubra El-Kheima
Shubra El-Kheima je četvrti grad po veličini u Egiptu. Nalazi se u guverneratu Qalyubia. Dio je velike aglomeracije Veliki Kairo. Osnovali su ga 1940ih radnici u lokalnim tvornicama u velikom valu doseljenja. Danas ima oko 3.5 milijuna stanovnika. Nalazi se na obali rijeke Nil, pa je vrlo pogodan za naseljavanje. 1961. u gradu je osnovan politehnički institut. 